# SMAD3
SMAD3（SMAD family member 3）は、ヒトではSMAD3遺伝子にコードされるタンパク質である。
SMAD3はSMADファミリーのメンバーである。SMAD3はTGF-βスーパーファミリーのサイトカインによって開始されたシグナルを媒介し、細胞増殖、分化、細胞死を調節する。TGF-βシグナル伝達経路に必要不可欠な役割を果たし、がんの発生過程における腫瘍の成長と関係している。

## 遺伝子
ヒトのSMAD3遺伝子は15番染色体のバンド15q22.33に位置する。この遺伝子は131,433塩基対の長さで9個のエクソンから構成される。この遺伝子はもともとキイロショウジョウバエDrosophila melanogasterで発見された遺伝子のヒトホモログの1つである。
SMAD3の発現はMAPK（MAPK/ERK経路）、特にMEK1の活性と関連している。上皮細胞と平滑筋細胞では、MEK1の活性の阻害はSMAD3の発現も阻害することが示されている。これら2つの細胞種はTGF-β1に対する応答性が高い。

## タンパク質
SMAD3は48,080 Daのポリペプチドであり、SMADファミリーに属する。SMAD3は、TGF-β受容体が位置する膜へSARA（SMAD anchor for receptor activation）によってリクルートされる。TGF-β（Nodal、アクチビン、ミオスタチンや他のファミリーメンバーも含む）に対する受容体は膜結合型セリン/スレオニンキナーゼであり、SMAD2とSMAD3を選択的にリン酸化して活性化する。
SMAD3のC末端がリン酸化されると、SARAから解離してSMAD4と複合体を形成する。多くの標的遺伝子の転写調節にはこの複合体形成が必要である。2分子のSMAD3と1分子のSMAD4からなる複合体はMH1ドメインを介した相互作用によってDNAへ直接結合する。これらの複合体は、TGF-βの文脈依存的な作用を決定する系統決定転写因子（lineage-determining transcription factor、LDTF）によって、ゲノム中の結合部位へリクルートされる。プロモーターやエンハンサーに位置する結合部位は、SMAD結合エレメント（SMAD-binding element、SBE）と呼ばれる。これらの部位はCAG(AC)|(CC)とGGC(GC)|(CG)のコンセンサス配列を含み、後者は5GCモチーフとしても知られている。5GCモチーフはゲノム中のSMAD結合領域にクラスターとして多く存在する。これらのクラスターにはCAG(AC)|(CC)部位も含まれることがある。SMAD3/SMAD4複合体は、TGAGTCAGという配列モチーフを持つTPA応答性遺伝子プロモーターエレメント（TPA-responsive gene promoter element）にも結合する。

## 構造
SMAD3はMH1ドメイン、MH2ドメイン、そして両者を連結するリンカー領域よって構成される。

### MH1ドメイン
GTCT DNAに結合したSMAD3のMH1ドメインのX線結晶構造によって、そのフォールドの特徴が明らかにされている。MH1ドメインの構造は4本のαヘリックスと3組の逆平行βヘアピンから構成され、βヘアピンの1つはDNAとの相互作用に利用されている。また、結合したZn2+の存在も明らかにされており、His126、Cys64、Cys109、Cys121残基が配位している。MH1ドメインの主要なDNA結合領域はβ1ストランドに続くループ、そしてβ2-β3ヘアピンから構成される。5GCモチーフの1つであるGGCGCモチーフとの複合体中では、5つの塩基対（GGCGC/GCGCC）を含む二本鎖DNAの主溝の凹面に対し、DNA結合ヘアピンの凸面が潜り込むように結合している。さらに、全てのR-SMADとSMAD4で厳密に保存された3つの残基（SMAD3ではβ2のArg74、Gln76とβ3のLys81）が二本鎖DNAとの特異的な水素結合ネットワークに関与している。タンパク質-DNA相互作用面では、強固に結合したいくつかの水分子が相互作用の安定化に寄与していることも発見されている。SMAD3とGGCGC部位との複合体からは、タンパク質-DNA相互作用面の形状は高度に相補的であり、1つのMH1ドメインが6塩基対のDNAを覆うことが明らかにされている。

### MH2ドメイン
MH2ドメインは、R-SMADと活性化されたTGF-β受容体との相互作用、そしてR-SMADのSer-X-Serモチーフが受容体によってリン酸化された後のSMAD4との相互作用を媒介する。またMH2ドメインは、細胞質への固定因子、DNA結合のコファクター、ヒストン修飾酵素、クロマチンリーダー（chromatin reader）、ヌクレオソーム位置決定因子（nucleosome-positioning factor）などが結合するプラットフォームでもある。SMAD3とSMAD4のMH2ドメインの構造が決定されており、MH2の構造は2組の逆平行βストランド（それぞれ6本と5本のストランドから構成される）がβサンドイッチ型に配置され、一方の側には3ヘリックスバンドルが、もう一方の側には大きなループと1つのヘリックスが配置されている。

## 機能と相互作用

### TGF-β/SMADシグナル伝達経路
SMAD3は転写調節因子として機能し、TGF-βによって調節される多くの遺伝子のプロモーター領域のTRE（TPA responsive element）に結合する。SMAD3とSMAD4はAP-1/SMAD結合部位においてc-Fos、c-Junと複合体を形成することもでき、TGF-β誘導性の転写を調節する。SMAD3を介したTGF-βシグナル伝達によって調節される遺伝子は、分化、成長、細胞死に影響を与える。TGF-β/SMADシグナル伝達経路は、胚性幹細胞の分化を制御する遺伝子の発現に重要な役割を果たすことが示されている。この経路によって発現が調節される発生関連因子には、FGF1、NGF、WNT11のほか、幹細胞/前駆細胞関連因子であるCD34やCXCR4がある。多能性の調節因子としてのこの経路の活性には、TRIM33-SMAD2/3クロマチンリーダー複合体が必要である。

### TGF-β/SMAD3による抑制
TGF-βは遺伝子をアップレギュレーションする活性の他に、TIE（TGF-β inhibitory element）を持つ標的遺伝子の抑制も誘導する。SMAD3はTGF-βによる標的遺伝子の抑制にも重要な役割を果たしており、具体的にはc-Mycの抑制に必要である。c-Mycの転写抑制は、プロモーターのTIE内のRSBE（repressive SMAD binding element）へのSMAD3の直接的な結合に依存している。c-MycのTIEはRSBEとE2F結合部位を持つ複合的なエレメントであり、少なくともSMAD3、SMAD4、E2F4、p107が結合することができる。

## 臨床的意義

### 疾患
SMAD3活性の増大は、強皮症への関与が示唆されている。SMAD3は脂肪組織の生理や、肥満、2型糖尿病の病理の多面的な調節因子である。SMAD3ノックアウトマウスは脂肪が減少し、耐糖能やインスリン感受性が改善する。SMAD3ノックアウトマウスは、筋萎縮によって運動量が低下するにもかかわらず、高脂肪食による肥満に耐性がある。SMAD3ノックアウトマウスは、3型ロイス・ディーツ症候群（動脈瘤-変形性関節症症候群（AOS））の動物モデルとなる。SMAD3の欠損は、iNOSの活性化を介してアンジオテンシンII投与マウスの炎症性大動脈瘤を促進する。マクロファージの枯渇とiNOS活性の阻害は、SMAD3遺伝子変異と関連した大動脈瘤を予防する。

### がんにおける役割
SMAD3の役割は分化、成長、細胞死など細胞運命に重要な遺伝子の調節であるため、その活性の変化や抑制によってがんの形成が引き起こされる可能性がが示唆される。いくつかの研究によって、TGF-βシグナル伝達経路は発がんにおいて抑制と促進の双方の機能を果たすことが示されている。
SMAD3の転写アクチベーター機能は、EVI-1の活性によって抑制することができる。EVI-1は、造血系細胞の白血病性形質転換に関与している可能性があるジンクフィンガータンパク質である。EVI-1のジンクフィンガードメインはSMAD3と相互作用し、それによってSMAD3の転写活性を抑制する。EVI-1は一部の細胞種において、TGF-βシグナルを抑制してTGF-βの成長阻害効果に対抗することで、成長を促進し分化を阻害すると考えられている。

#### 前立腺がん
前立腺がんにおけるSMAD3の活性は、腫瘍血管形成時の血管新生分子の発現や腫瘍成長時の細胞周期阻害因子の発現の調節と関係している。前立腺がんの原発巣や転移巣の成長は、腫瘍の血管新生による十分な血液供給に依存している。前立腺がん細胞株におけるSMAD3の発現レベルを解析した研究では、2つのアンドロゲン非依存性かつアンドロゲン受容体陰性の細胞株（PC-3MM2、DU145）において、SMAD3が高いレベルで発現していることが判明している。SMAD3と血管新生分子の調節との関係の解析からは、前立腺がんにおいてSMAD3が血管新生スイッチの抑制因子として重要な構成要素の1つである可能性が示唆されている。また、PTTG1もSMAD3を介したTGF-βシグナルに影響を与えている。PTTG1は、前立腺がん細胞を含むさまざまながん細胞と関係している。PTTG1の過剰発現はSMAD3の発現の低下を誘導し、SMAD3の阻害を介して前立腺がん細胞の増殖を促進することが研究から示されている。

#### 大腸がん
マウスでは、SMAD3の遺伝子の変異が大腸がんを促進することが示されている。SMAD3の活性の変化は慢性炎症や体細胞変異と関連しており、慢性大腸炎や大腸がんの発症に寄与している。このマウスでの研究結果は、SMAD3がヒトの大腸がんに関与している可能性を示唆している。SMAD3の影響はヒトの大腸がん細胞株においてもSNPアレイを用いて解析されている。その結果、SMAD3の転写活性とSMAD2-SMAD4複合体の形成が低下していることが示され、TGF-βシグナル伝達経路におけるこれら3つのタンパク質の重要性と、大腸がんの発生におけるこの経路の影響が明らかにされた。

#### 乳がん
TGF-βによって誘導されるSMAD3の転写調節応答は腫瘍血管新生や上皮間葉転換に対して影響を及ぼし、そのため乳がんの骨転移とも関係している。TGF-β/SMADシグナル伝達経路に作用して主にSMAD2/3複合体に影響を与える多様な分子が同定されており、これらの分子は乳がんの発生と関係している。
FOXM1はSMAD3に結合する分子であり、核内でSMAD3/SMAD4複合体の活性化を維持する。FOXM1に関する研究からは、FOXM1はE3ユビキチンリガーゼであるTIF1γのSMAD3への結合とSMAD4へのモノユビキチン化を防ぎ、SMAD3/SMAD4複合体を安定化することが示唆されている。FOXM1はSMAD3/SMAD4複合体活性に重要な因子であり、SMAD3の転写活性を促進するとともに、SMAD3/SMAD4複合体のターンオーバーにも重要な役割を果たす。FOXM1は浸潤性の高いヒトの乳がん組織で過剰発現していることが判明している。また、TGF-βによる乳がんの浸潤にはFOXM1/SMAD3の相互作用が必要であり、浸潤はSMAD3/SMAD4依存的な転写因子SLUGのアップレギュレーションの結果引き起こされるものであることが明らかにされている。
MED15は、TGF-β/SMADシグナル伝達活性を促進するメディエーター分子である。この分子の欠損は、上皮間葉転換の誘導に必要な遺伝子に対するTGF-β/SMADシグナル伝達の活性を減弱する。MED15の作用はSMAD2/3複合体のリン酸化と関係している。MED15のノックダウンによってリン酸化されたSMAD3の量は減少し、転写調節因子としての活性は低下する。MED15は乳がん組織で高発現しており、TGF-βシグナルの亢進と相関している。MED15はTGF-βによる上皮間葉転換を促進することで、乳がん細胞株の転移能を高めていることが研究から示唆されている。

#### 腎臓がん
SMAD3の活性化は腎線維症の発症に関与しており、おそらく骨髄由来線維芽細胞の活性化の誘導によるものである。

## 関連文献
- “Getting 'Smad' about obesity and diabetes”. Nutrition & Diabetes 2 (3):  e29. (March 2012). doi:10.1038/nutd.2012.1. PMC 3341711. PMID 23449528.
- “Mechanisms of action of TGF-beta in cancer: evidence for Smad3 as a repressor of the hTERT gene”. Annals of the New York Academy of Sciences 1114 (1):  56–68. (October 2007). Bibcode: 2007NYASA1114...56L. doi:10.1196/annals.1396.016. PMID 17934056.
- “Smad3 phosphoisoform-mediated signaling during sporadic human colorectal carcinogenesis”. Histology and Histopathology 21 (6):  645–62. (June 2006). doi:10.14670/HH-21.645. PMID 16528675.
- “TGF-beta signaling by Smad proteins”. Cytokine & Growth Factor Reviews 11 (1–2):  15–22. (2000). doi:10.1016/S1359-6101(99)00025-8. PMID 10708949.
- “The Smad pathway”. Cytokine & Growth Factor Reviews 11 (1–2):  5–13. (2000). doi:10.1016/S1359-6101(99)00024-6. PMID 10708948.
- “Remarkable versatility of Smad proteins in the nucleus of transforming growth factor-beta activated cells”. Cytokine & Growth Factor Reviews 10 (3–4):  187–99. (2000). doi:10.1016/S1359-6101(99)00012-X. PMID 10647776.
- “TGF-beta signal transduction”. Annual Review of Biochemistry 67:  753–91. (1998). doi:10.1146/annurev.biochem.67.1.753. PMID 9759503.
- “Use of expression data and the CGEMS genome-wide breast cancer association study to identify genes that may modify risk in BRCA1/2 mutation carriers”. Breast Cancer Research and Treatment 112 (2):  229–36. (November 2008). doi:10.1007/s10549-007-9848-5. PMID 18095154.
- “Clusterin, a novel modulator of TGF-beta signaling, is involved in Smad2/3 stability”. Biochemical and Biophysical Research Communications 366 (4):  905–9. (February 2008). doi:10.1016/j.bbrc.2007.12.033. PMID 18082619.
- “Repression of Smad3 activity by histone demethylase SMCX/JARID1C”. Biochemical and Biophysical Research Communications 366 (2):  563–7. (February 2008). doi:10.1016/j.bbrc.2007.12.013. PMID 18078810.
- “Severe acute respiratory syndrome-associated coronavirus nucleocapsid protein interacts with Smad3 and modulates transforming growth factor-beta signaling”. The Journal of Biological Chemistry 283 (6):  3272–80. (February 2008). doi:10.1074/jbc.M708033200. PMID 18055455.
- “A novel role of transforming growth factor beta1 in transcriptional repression of human cholesterol 7alpha-hydroxylase gene”. Gastroenterology 133 (5):  1660–9. (November 2007). doi:10.1053/j.gastro.2007.08.042. PMID 17920062.
- “Smad3 is overexpressed in advanced human prostate cancer and necessary for progressive growth of prostate cancer cells in nude mice”. Clinical Cancer Research 13 (19):  5692–702. (October 2007). doi:10.1158/1078-0432.CCR-07-1078. PMID 17908958.
- “Mutant p53 attenuates the SMAD-dependent transforming growth factor beta1 (TGF-beta1) signaling pathway by repressing the expression of TGF-beta receptor type II”. Molecular and Cellular Biology 27 (23):  8228–42. (December 2007). doi:10.1128/MCB.00374-07. PMC 2169171. PMID 17875924.
- “Profibrogenic transforming growth factor-beta/activin receptor-like kinase 5 signaling via connective tissue growth factor expression in hepatocytes”. Hepatology 46 (4):  1257–70. (October 2007). doi:10.1002/hep.21806. PMID 17657819.
- “Induction of sonic hedgehog mediators by transforming growth factor-beta: Smad3-dependent activation of Gli2 and Gli1 expression in vitro and in vivo”. Cancer Research 67 (14):  6981–6. (July 2007). doi:10.1158/0008-5472.CAN-07-0491. PMID 17638910.
- “Polarity of response to transforming growth factor-beta1 in proximal tubular epithelial cells is regulated by beta-catenin”. The Journal of Biological Chemistry 282 (39):  28639–47. (September 2007). doi:10.1074/jbc.M700594200. PMID 17623674.
- “TGF-beta1 stimulates human AT1 receptor expression in lung fibroblasts by cross talk between the Smad, p38 MAPK, JNK, and PI3K signaling pathways”. American Journal of Physiology. Lung Cellular and Molecular Physiology 293 (3):  L790-9. (September 2007). doi:10.1152/ajplung.00099.2007. PMC 2413071. PMID 17601799.
- “Erbin inhibits transforming growth factor beta signaling through a novel Smad-interacting domain”. Molecular and Cellular Biology 27 (17):  6183–94. (September 2007). doi:10.1128/MCB.00132-07. PMC 1952163. PMID 17591701.
- “Arkadia activates Smad3/Smad4-dependent transcription by triggering signal-induced SnoN degradation”. Molecular and Cellular Biology 27 (17):  6068–83. (September 2007). doi:10.1128/MCB.00664-07. PMC 1952153. PMID 17591695.